# 五体
五体とは、
1. 体の五つの部分。頭・首・胸・手・足、または頭・両手・両足。漢方では、筋・血脈・肌肉（きにく）・骨・皮を指す。
2. 漢字の五つの書体。

## 漢字の五体
篆書体・隷書体・楷書体・行体・草体、または古文・大篆・小篆・八分・隷書。 

### 五体の字典
書道では五体を併記した字典類が参照される。以下のものが特に著名である。
- 前田黙鳳 編『五體字書』博文館（原著1904年）。doi:10.11501/852338。
- 松田舒 編『五體字鑒』共益商社（原著1911年）。doi:10.11501/852324。
- 法書会編輯部 編『袖珍五體字類』高田竹山、西東書房（原著1916年）。doi:10.11501/906813。
- 鈴木香雨 編『五體字彙』文僊堂（原著1927年）。
- 伏見冲敬 編『角川書道字典』角川書店（原著1977年1月5日）。ISBN 9784040203003。
- 石飛博光 編『常用漢字五体字集』日本放送出版協会（原著2000年）。